# Vicente Gil García
Vicente Gil García (Bolaños de Campos, province de Valladolid, ???? - Madrid, 1980) était un médecin généraliste espagnol, qui exerça comme médecin personnel de Franco sans interruption de 1937 à 1974.
Phalangiste de la première heure, s’étant vers 1920 lié d’amitié avec Franco, il s’engagea en 1936 dans la Guerre civile aux côtés des nationalistes. Appelé par Franco à devenir son médecin « de chevet », il accompagna celui-ci fidèlement pendant la quasi-totalité de la dictature franquiste. S’érigeant en dépositaire de la pureté phalangiste, et doué d’un franc-parler souvent acerbe, c’est sans guère d’égards qu’il faisait part à Franco de ses opinions personnelles, notamment sur ses ministres, qu’il n’hésitait pas à prendre vivement à partie, verbalement mais aussi, à l’occasion, physiquement. La multiplication de tels incidents, et sa mésentente avec Villaverde, gendre de Franco, sur des questions médicales (en rapport avec la grave maladie de Franco en juillet 1974) mais aussi politiques (à propos de la succession du Caudillo), finiront par lui valoir son congé définitif. Il a laissé des mémoires posthumes.

## Biographie

### Jeunes années et formation
Vicente Gil avait pour père un médecin originaire de Burgos et doué d’un « haut esprit militaire ». Les liens d’amitié entre sa famille et Francisco Franco dataient de l’époque où celui-ci suivait sa formation à l’Académie militaire de Tolède. Au terme de ses études de médecine à l’université de Valladolid, et alors que sa famille avait entre-temps déménagé pour la localité asturienne de Posada de Llanera, à 9 km à vol d’oiseau d’Oviedo, Vicente Gil obtint sur concours un poste à l’Institut d’anatomie médico-légale, institution relevant de la Junta de Beneficencia Municipal (équivalent des Centres communaux d'action sociale en France ou des CPAS en Belgique). En 1934, il connut personnellement le futur Caudillo Francisco Franco, qui se trouvait alors en garnison à Oviedo ; en effet, Franco et Carmen Polo, sa future épouse, qu’il courtisait alors, en plus d’échanger clandestinement de petits messages, se rencontraient furtivement au domicile de Vicente Gil, dont le père était le médecin de la famille Polo. Adepte des doctrines de José Antonio Primo de Rivera, Vicente Gil combattit pendant la Guerre civile dans les rangs nationalistes et fut blessé à Alto de los Leones, l’un des défilés de la Guadarrama. Il devait plus tard porter avec fierté sa qualité de « phalangiste de la vieille garde », c’est-à-dire d’affilié à FE de las JONS dès avant juillet 1936.

### Médecin «de chevet» de Franco
En 1937, reclamé par son ami Franco, il commença à le servir, dans un premier temps comme auxiliaire attaché à la section de légionnaires de sa petite escorte, avant d’être nommé son médecin personnel. Il était destiné à remplir cette fonction de façon effective de 1937 à 1974, soit pendant 37 années.
S’étant transporté au palais d’El Pardo, résidence de Franco sise aux environs de Madrid, il allait y faire figure d’ombre accompagnant partout le Caudillo, et indiquera plus tard dans ses mémoires qu’il « percevait son dévouement absolu à l’assistance du Caudillo comme un service à la Patrie ». Cette longue période de service lui permit de nouer de solides relations d’amitié avec le dictateur, à telle enseigne p. ex. que les deux hommes avaient coutume de jouer au loto (quinielas) ensemble, Franco signant, sur la suggestion de Vicente Gil, ses paris avec l’anagramme de son nom « Francisco Cofrán »,, — encore que cette période de travail auprès du Caudillo, qui recouvre la majeure partie de la dictature franquiste, n’ait pas été dépourvue de quelques moments de friction.
Sa mission de veiller quotidiennement à la santé de Franco englobait, outre les soins occasionnels, des séances de massage et de physiothérapie, la surveillance de son régime alimentaire, les conseils d’exercice physique (il le poussait à faire de la marche à pied et à pratiquer du sport, et lui recommanda de s’adonner à la peinture après les repas pour éviter qu’il ne se laisse aller à faire un petit somme et qu’il ne grossisse), etc. C’est sur sa décision que le 24 décembre 1961, lors du premier accident grave souffert par Franco, blessé à la main gauche en tirant sur des pigeons dans le coteau de chasse d’El Pardo, celui-ci fut transféré et opéré (avec succès) à l’Hôpital général de la Force aérienne. Au lendemain de cet accident de chasse, Vicente Gil communiqua des informations sur son état de santé aux services de renseignement américains. Du reste, Vicente Gil estimait que Franco outrepassait ses capacités physiques dans ses parties de chasse, jugeant qu’on ne pouvait considérer celles-ci comme des moments de détente, compte tenu que Franco y dormait peu et qu’il lui arrivait de tirer jusqu’à 6 000 cartouches, et préférant, en fait d’activité physique, qu’il s’adonne p. ex. à la peinture. Grâce au régime que lui imposait Vicente Gil, Franco réussit à apparaître plus mince dans les années 1950 que dans les deux décennies précédentes.

### Tardofranquisme
Dans les dernières années du franquisme, Vicente Gil avait rejoint les secteurs les plus réactionnaires du régime, s’étant en effet, à l’égal de Muñoz Grandes, radicalisé au fil du temps et se montrant de plus en plus chagriné par l’Espagne « desarrollista » (développementiste), moderne, pompeuse et matérialiste, des années 1960. Quand il se présentait devant le Caudillo, il avait coutume de claquer les talons en tendant le bras pour un salut phalangiste.
Sa loyauté envers les principes fondateurs de la Phalange le portait à vitupérer âprement contre les hommes politiques qui formaient dans les décennies 1960 et 1970 l’entourage de Franco. Tout en effectuant son examen médical quotidien, il critiquait vertement les ministres, les qualifiant d’incapables, d’incompétents et d’inutiles, et les traitant d’écornifleurs et de profiteurs,. Il se considérait comme le gardien des essences franquistes, et était le seul à se sentir de taille à dire au Caudillo ses dures vérités, que nul autre ne s’enhardissait à exprimer. Il déclara à propos de lui-même : « Je n’aurais pas pu être politicien. Parce que, pour être politicien, il faut avaler force couleuvres et sourire à l’adversaire qui nous souhaite les pires choses [...]. Je préfère la disposition d’esprit propre à la Vieille-Castille, où l’on appelle un chat un chat ».
De là venaient ses constantes altercations avec de hautes personnalités de l’exécutif, où il faisait montre à la fois de rusticité et de noblesse d’âme, et qui lui valurent le sobriquet de Vicentón. Ainsi p. ex. le 17 décembre 1970, lors d’une manifestation de soutien à Franco organisée, à la suite du procès de Burgos, par les durs du Mouvement sur la place d’Orient à Madrid, où le Caudillo se présenta au balcon du Palais royal accompagné du couple princier et de sa femme, Vicente Gil interpella-t-il le ministre de l’Intérieur Tomás Garicano, présent lui aussi sur le balcon, en lui reprochant à haute voix sa mollesse vis-à-vis des opposants. Peu après la scène du balcon, quand les mêmes protagonistes descendaient les escaliers, et tandis que Sánchez Bella, ministre de l’Information et du Tourisme, ne tarissait pas sur le succès obtenu, Vicente Gil — boxeur amateur et président de la Confédération espagnole (1953-1968) et européenne (1964-1971) de boxe — agrippa le ministre par le revers du veston et le secoua en lui disant : « t’es un chapon, voilà tout ce que tu es »,,.  Le lendemain, Franco lui signifia son congé (« j’en ai assez que tu insultes mes ministres ! »), mais peu de jours plus tard, Vicente Gil fut à nouveau affectueusement reçu à El Pardo comme si de rien n’était.
Vicente Gil faisait partie de la dénommée camarilla d’El Pardo, aux côtés de Carmen Polo (épouse de Franco), le marquis de Villaverde (son gendre), José Ramón Gavilán et quelques autres gradés de la maison militaire, et le beau-père de Franco, Felipe Polo, avocat personnel du Caudillo. Après l’attentat meurtrier contre le président du conseil Carrero Blanco, le 20 décembre 1973, Franco se trouvait dans la nécessité de nommer un nouveau président du gouvernement. Il évoqua alors devant Vicente Gil l’éventualité de choisir l’amiral Pedro Nieto Antúnez (qui avait été ministre de la Marine jusqu’en octobre 1969), ce qui fit éclater Vicente Gil : « L’hécatombe pour l’Espagne ! Vous ne pouvez pas nommer Nieto Antúnez [...]. Vous êtes totalement dupé. Moi, comme personne loyale, je vous dis que je ne souscrirai jamais à cela, car cet homme est un mercanti ». (Il est vrai qu’en plus d’être un vieillard de 75 ans et d’être quasiment sourd, Nieto Antúnez était impliqué dans un scandale immobilier sur la Costa del Sol, l’affaire Sofico.) Vicente Gil exprima également sa désapprobation de la nomination de Torcuato Fernández-Miranda et de Tomás García Rebull. Dans la suite, un trio officiel de candidats finit par émerger composé de Carlos Arias Navarro, de José Solís Ruiz et de José García Hernández, parmi lesquels Franco, dûment mis sous pression par la camarilla, en particulier par son épouse et Vicente Gil, se détermina pour Arias, alors titulaire du portefeuille de l’Intérieur.
En 1973, Vicente Gil ressentait une préoccupation de plus en plus vive face à l’état de santé de Franco, que cependant il n’osait manifester de peur d’encourir les foudres du marquis de Villaverde, lequel cherchait à retarder le plus possible la passation de pouvoirs de Franco en faveur du prince Juan Carlos, son successeur désigné.

### Maladie et hospitalisation de Franco (juillet 1974)
Le processus pathologique qui allait aboutir à la mort de Franco, des premières manifestations duquel Vicente Gil fut le témoin direct, commença en juillet 1974, lorsqu’un début de thrombophlébite fut détecté dans la jambe droite du Caudillo. Gil recommanda que l’on fasse appel aux soins de l’interniste Ricardo Franco Manera et acquiesça le 9 juillet à une hospitalisation, non certes à l’hôpital de La Paz, où le marquis de Villaverde, avec qui Vicente Gil avait des rapports très tendus, exerçait comme chef du service de chirurgie thoracique, mais à la Ciudad Sanitaria Provincial Francisco Franco (actuel Hospital General Universitario Gregorio Marañón). Le 19 juillet 1974, Vicente Gil constate que Franco est incapable de signer des papiers aussi importants qu’une déclaration commune de l’Espagne et des États-Unis. Vicente Gil supposait, sur la foi d’une hémorragie intestinale, que Franco souffrait en outre d’un cancer du côlon, mais eut alors à faire face à Villaverde, qui, de retour d’un voyage aux Philippines, le contestait et s’opposait à ce que l’on informe Franco de la gravité de son état, afin d’empêcher qu’il ne délègue ses pouvoirs à Juan Carlos.
Le 20 juillet, à l’encontre de la volonté de Villaverde, Vicente Gil convint néanmoins avec Arias Navarro, président du conseil, de proposer à Franco de céder ses pouvoirs au prince Juan Carlos, question qui du reste apparaissait urgente, attendu que l’Espagne devait incessamment signer un traité de déclaration de principes avec les États-Unis. D’après le récit de Vicente Gil, Arias Navarro, venu apporter les documents relatifs à la passation, n’osa pas mettre la question sur la table devant le Caudillo, et ce fut Vicente Gil qui s’offrit à le faire, mais contre la vigoureuse opposition de Villaverde, qui tenta de leur couper la route et que Vicente Gil et Arias durent bousculer physiquement, pour pouvoir entrer dans la chambre de Franco et obtenir de lui la délégation (temporaire) de ses pouvoirs au prince. Vicente Gil parla à Franco sur un ton direct et dégagé, à quoi Franco répondit, s’adressant à Arias : « Que la loi s’accomplisse, président », puis consentit à signer le document. Au sortir de la chambre, alors qu’Arias remerciait Vicente Gil, le marquis de Villaverde, enragé, revint à la charge, et cria à l’adresse de Gil : « Sacré service que tu as rendu à mon beau-père ! Joli service que tu as rendu à ce gros gosse de Jeannot ! » (« Jeannot », dans l’original « ese niñaco de Juanito », désignant le prince Juan Carlos),. Deux jours plus tard, les deux hommes en vinrent à nouveau presque aux mains. Un autre jour, après que Villaverde eut mis en doute les capacités professionnelles de Vicente Gil, et qu’Arias ne fut pas intervenu pour le défendre, Gil se tourna vers ce dernier et lui lança, en présence des généraux, des hommes politiques et des gens de la suite : « Carlos, tu es une merde ». L’accumulation de tels incidents allait finir par mettre un terme à une carrière de près de quarante années comme médecin personnel de Franco.

### Congédiement
Villaverde, en quête de dédommagement, s’adressa à sa belle-mère Carmen Polo pour demander qu’elle se sépare définitivement de Vicente Gil, en arguant que l’état de Franco requérait qu’il soit sous la garde d’un spécialiste. Carmen Polo se rangea à son avis, et Vicente Gil s’entendit dire par elle : « des médecins, il y en a beaucoup, Vicente, et des gendres, seulement un » (médicos hay muchos, Vicente, y yernos solamente uno). Le 29 juillet 1974, sitôt Vicente Gil congédié, Villaverde nomma une nouvelle équipe médicale, et le lendemain, Carmencita, fille de Franco et épouse de Villaverde, ordonna à Vicente Gil de s’en retourner à son domicile afin d’éviter de nouveaux accrochages avec son mari. Celui-ci, qui voyait de jour en jour son pouvoir s’accroître, désigna comme nouveau médecin de la famille le docteur Vicente Pozuelo Escudero, chef du département d’endocrinologie de la Sécurité sociale,. Pozuelo se vit ensuite assisté d’une commission médicale, dont il assumait la responsabilité directe.
Franco s’en fut se reposer tout le mois d’août 1974 au Pazo de Meiras, désormais pris en main par la nouvelle équipe de médecins autour de Pozuelo, lequel semblait considérer que le problème de Franco était surtout psychique.
Vicente Gil, remercié après avoir été 36 ans durant médecin personnel de Franco, se vit offrir par la famille de Franco un téléviseur en couleurs en guise de cadeau d’adieu,,.
Après la mort de Franco en 1975, Vicente Gil, qui avait pour l’occasion enfilé la chemise bleue du vieux phalangiste, fut le plus long à veiller le corps du Caudillo dans la Salle des colonnes du Palais royal, y passant plusieurs heures, et indiquera : « je veux être jusqu’au dernier moment au côté du commandant en chef ».
Ses mémoires, dont il avait commencé la rédaction en 1974, parurent l’année qui suivit sa mort.

## Récompenses et vie privée
Vicente Gil était récipiendaire d’un grand nombre de décorations, dont la grand-croix de l’ordre du Mérite civil. En 1957, il contracta mariage avec la comédienne María Jesús Valdés.